# اسم مصدر
اسم مصدر (یا نام مصدر)، علاوه بر مصدر، نام‌هایی نیز در فارسی هستند که با اینکه نشانه‌های مصدری ندارند، ولی حاصل معنی و مفهوم مصدر را می‌رسانند؛ مانند ستایش(ستودن)، دیدار(دیدن)، خنده(خندیدن)، آزادی(آزاد بودن)، آزادگی(آزاده بودن)
این گونه واژه‌ها را اسم مصدر یا حاصل مصدر می‌نامند.

## اقسام اسم مصدر
معروف‌ترین اقسام و نشانه‌های اسم مصدر عبارتند از:
- ِش در آخر بن مضارع:

خواهِش، کاهِش، جوشِش
- ِشت درآخر بن مضارع:

بُرِشت، کُنِشت، خورشت
- ـار در آخر بن ماضی:

رفتار، گفتار، کردار
- های بیان حرکت در آخر بن مضارع:

خنده، گریه، مویه
- ی در آخر صفت و گاهی اسم و به‌ندرت کلمات دیگر:[۱]

نزدیکی، مادری، خوبی
اگر کلمه به‌های بیان حرکت ختم شود به جای ی به آخر آن، گی افزدوه می‌شود:
تشنه ← تشنگی/ ورزیده ← ورزیدگی
- ان در آخر بن مضارع برخی از فعل‌های مرکب و به‌ندرت در آخر فعل ساده یا اسم:

آشتی‌کنان، عقدکنان، راه‌بندان
- یّت در آخر بعضی از اسم‌ها و صفت‌های عربی:

مدیریّت، فاعلیّت، اسلامیّت، انسانیّت
- بن ماضی فعل به تنهایی یا همراه کلمه یا جزء دیگر:

ساخت، رسید، عقب‌گرد
- بن مضارع یک فعل یا دو فعل جداگانه:

گریز، ورانداز، گیرودار
- بن ماضی یک فعل با بن مضارع همان فعل یا فعلی دیگر:

جست‌وجو، گفت‌وگو، ساخت‌وساز
- بن ماضی یا مضارع فعل به اضافه پسوند مان:

ساختمان، سازمان، زایمان
- از تکرار ساخت امر یک فعل یا ترکیب ساخت امر دو فعل جداگانه:

بزن‌بزن، بُکش‌بُکش، بده‌بستان